# Сольский, Хрисанф Петрович
Хриса́нф Петро́вич Со́льский (1838 — 14 [27] февраля 1916, Одесса) — российский государственный деятель, попечитель Оренбургского и Одесского учебных округов. Тайный советник.

## Биография
Большинство источников указывает, что он родился в 1838 году, но есть указание и на 1840 год.
Получил образование в Университете Св. Владимира в Киеве. Поступил в службу по ведомству Министерства народного просвещения 14 февраля 1863 года, получив назначение учителем латинского языка в Курскую гимназию, в 1868 году стал инспектором классов Тамбовской гимназии, в 1869 году — инспектором классов Воронежской гимназии. C 16 марта 1871 года по 7 мая 1879 года был окружным инспектором Виленского учебного округа и в этой должности был произведён в статские советники (25 декабря 1874) и действительные статские советники (26 декабря 1877).
С 7 мая 1879 года занимал пост помощника попечителя Виленского учебного округа; 20 сентября 1882 года был назначен попечителем Оренбургского учебного округа, а 18 марта 1885 года переведён на должность попечителя Одесского учебного округа, который возглавлял свыше 20 лет; 1 января 1892 года произведён в тайные советники. После назначения на пост министра народного просвещения либерального графа И. И. Толстого пожилой Сольский подал прошение об отставке:

Позже мне пришлось расстаться ещё с четырьмя попечителями округов: Рижского — Ульяновым и Виленского — Поповым, которым оказалось необходимым выяснить невозможность дальнейшей со мной службы, и Харьковского — Алексеенко и Одесского — Сольским, которые сами подали в отставку— 
Сольский был уволен от службы, по прошению, Высочайшим указом от 13 января 1906 года, с мундиром, присвоенным должности попечителя, а на его место в тот же день был назначен член Совета министра, граф А. А. Мусин-Пушкин.
Умер в Одессе 14 (27) февраля 1916 года от закупорки мозговых сосудов, был похоронен на Одесском втором христианском кладбище, могила не сохранилась.
Был холост.

## Награды
- Орден Святого Станислава 2-й степени (1870)
- Орден Святой Анны 2-й степени (1872)
- Орден Святого Владимира 3-й степени (01.01.1883)
- Орден Святого Станислава 1-й степени (1887)
- Орден Святой Анны 1-й степени (1889)
- Орден Святого Владимира 2-й степени (01.01.1896)
- Орден Белого орла (01.01.1903)